# Paweł Kukiz
Paweł Piotr Kukiz, född 24 juni 1963 i Paczków, är en polsk politiker, sångare och skådespelare. Han är ledare över rörelsen Kukiz'15 som är en allians som verkar för att byta valsystem och införa ett system med enmansvalkretsar; rörelsen har beskrivits som högerextrem.
Han var oberoende presidentkandidat i det polska presidentvalet 2015 där han i första omgången erhöll 21,80 procent av rösterna och kom alltså trea efter den senare vinnaren Andrzej Duda och tvåan Bronisław Komorowski.